# Đào Tiềm
Đào Tiềm (chữ Hán: 陶潛, 365 - 427), biểu tự Nguyên Lượng (元亮), hiệu Uyên Minh (淵明), lại có biệt hiệu là Ngũ liễu tiên sinh (五柳先生), là một trong những nhà thơ lớn của Trung Quốc thời nhà Tấn và Lưu Tống.

## Tiểu sử
Đào Tiềm sinh năm 365, người đất Tầm Dương, nay thuộc huyện Cửu Giang, tỉnh Giang Tây, sinh trưởng trong một gia đình địa danh môn thế tộc vào thời Đông Tấn. Tằng tổ là Bát Châu Đô đốc Đào Khản, tước Trường Sa quận công (長沙郡公). Tổ phụ Đào Mậu (陶茂) làm Thái thú Vũ Xương, cha Đào Dật (陶敏) làm Thái thú An Thành, mẹ là con gái danh sĩ Mạnh Gia (孟嘉), gọi Mạnh thị (孟氏). Từ nhỏ ông sinh hoạt khá hàn vi, nhưng tính chăm học, bách gia chư tử sách vở đều có đọc qua.
Năm 29 tuổi, ông làm Tế tửu Giang Châu. Mười ba năm tiếp theo, mấy lần ông làm quan nhỏ, mỗi lần chỉ trong thời gian ngắn. Khoảng 40 tuổi, vì nhà nghèo mà còn phải nuôi mẹ già, vợ con (ông có cả thảy năm người con trai), nên ông ra làm huyện lệnh Bành Trạch (vì thế ông còn được gọi là Đào Bành Trạch). Được hơn 80 ngày, nhân cuối năm quận phái viên đốc bưu đến huyện, nha lại khuyên Đào Tiềm chỉnh đốn y phục ra đón. Ông than rằng: "Ngã khởi năng vị ngũ đấu mễ chiết yêu quyển quyển sự hương lý tiểu nhân đa" (Ta lại có thể vì năm đấu gạo mà phải chịu còng lưng, vòng tay thờ bọn tiểu nhân nơi thôn xóm ấy ru!). Ngay hôm ấy ông viết bài "Quy khứ lai từ" (Lời bày tỏ việc trở về), rồi trả ấn bỏ quan mà về.
Năm 418, lúc ông 53 tuổi, Lưu Dụ giết Tấn An Đế, chuẩn bị tiếm ngôi, có vời ông ra, mặc dù đời sống rất thiếu thốn vì mùa màng thất thu, nhà cửa bị cháy sạch... nhưng ông cương quyết từ chối, được người đương thời khen, gọi ông là Tĩnh tiết tiên sinh (靖節先生).
Năm ông 62 tuổi, gặp lúc đói kém, nhà thơ lâm cảnh khốn cùng đến mức phải đi xin ăn.
Tiêu Thống đời Lương viết Truyện Đào Uyên Minh kể lại rằng: "Khi Thứ sử Giang Châu là Đàn Đạo Tế đến thăm thì thấy nhà thơ nằm co ro, nhịn đói đã mấy ngày. Đạo Tế cho đưa rượu thịt tới, ông vẫy tay bảo đưa ra. Không bao lâu thì mất (năm 427 thời Nam Bắc triều), thọ 63 tuổi".
Ông mất, để lại một số thơ văn, người đời sưu tập lại thành Đào Uyên Minh thi văn tập, 10 quyển, trong đó có trên 120 bài thơ.

## Thành tựu

### Trích nhận xét
Tóm lược theo Văn học Trung Quốc tập I:
| “ | Trước đây, nhiều người chỉ thấy ở Đào Tiềm là một "ẩn sĩ phiêu diêu ngoại vật"...nhưng theo Lỗ Tấn thì ông có nhiều bài thơ tích cực nữa, như những bài Vịnh Nhị Sơ, Vịnh Tam lương, Thuật Tửu...đều dính dáng đến sự đổi thay của triều đại thời đó. Ông lánh đời, tìm thú vui ở sách, ở rượu, ở ruộng đồng & làm văn để tiêu khiển, tỏ chí mình (Ngũ Liễu tiên sinh). Trở về với thiên nhiên, nhưng ông không không đơn thuần ngâm trăng vịnh gió, mà tâm tình ông bao trùm luôn cảnh thiên nhiên và cảnh thiên nhiên phản ảnh những điều ông ấp ủ trong lòng. Lấy bài nào cũng minh họa được ý ấy. Bởi thế, thơ điền viên của ông rất khác với thơ của những nhà thơ đồng thời hay sau ông, vì họ thường chú trọng màu sắc, âm thanh trong cảnh thiên nhiên...bằng những lời đẹp đẽ, ít có nội dung xã hội. Và Đào Tiềm là người không chịu hợp tác với tầng lớp thống trị, dù là họ Tư Mã hay họ Lưu. Ông kiêu hãnh trở về với nông thôn cày ruộng mà ăn, đọc sách, làm thơ; điều đó chứng tỏ ông là một người có nhân cách. Nói như Lỗ Tấn, "chính vì ông có nhân cách, nên ông mới vĩ đại" | ” |

Trích thêm các ý kiến:
- Dương Quảng Hàm:

Ông là người phẩm cách cao quý và ưa sự tự do. Thấy chánh sự trong nước bấy giờ đồi bại không thể cứu vãn được, ông quyết lui về nơi vườn ruộng để giữ lấy tiết sạch giá trong. Thân đương làm quan, chỉ vì không chịu được sự bó buộc mà treo ấn từ quan về. Ông sinh hoạt theo cảnh tự nhiên mà điềm đạm, ở trong cảnh nghèo mà vẫn lấy làm vui, lấy các thú ngắm núi sông cỏ cây để khuây khỏa nỗi buồn chán việc đời...Về văn từ, lời thơ ông bình thường, điềm đạm, mới đọc không lấy gì làm hay, làm lạ, nhưng ngẫm nghĩ kỹ mới thấy thú vị đậm đà.
- Lâm Ngữ Đường:

Không hề làm một vị quan lớn, không có quyền uy, không có sự nghiệp nào cả trừ một tập thơ mỏng và vài ba thiên tản văn, mà Đào Uyên Minh chiếu sáng cổ kim như một ngọn đuốc lớn, và được các văn nhân thi sĩ coi là tiêu biểu cho một nhân cách cao quý nhất. Đời ông vô tư, tự do, khiêm tốn, giản phác... Ông có thiên tài cảm được và tả được một lối sống điều hòa, thiên tài đó tới cái mức hoàn toàn tự nhiên, bình dị mà từ xưa chưa ai đạt được. Bài phú "Qui khứ lai từ", viết vào tháng 11 năm 405, khi ông quyết định từ chức tri huyện, biểu hiện được tình cảm và thiên tài của ông... Có người cho rằng ông chủ trương "lánh đời", nhưng không phải vậy. Ông lánh chính trị chứ không lánh đời. Ông vui vẻ trở về cảnh điền viên giữa gia đình. Như vậy kết cục là một sự hòa hợp với thiên nhiên, với đời sống, chứ đâu phải là một sự phản kháng.
- Dịch Quân Tả, một học giả người Trung Quốc, đã dẫn lời của Tô Thức: Uyên Minh muốn làm quan thì làm quan, không lấy việc cầu làm hiềm; muốn ở ẩn thì ở ẩn, không lấy việc ra đi làm cao. Đói thì gõ cửa mà xin ăn, no thì thịt gà cơm nếp đãi khách. Bậc hiền xưa nay đều quý sự chân thật ấy!. Và Dịch Quân Tả có lời bàn thêm:

Đào Uyên Minh lúc đáng buồn thì buồn, đáng vui thì vui...thật đúng là một con người sống mà vượt khỏi cái tầm thường của thế nhân. Con người ông, từ phẩm cách đến tính tình, tu dưỡng đều có quan hệ mật thiết với tác phẩm của ông...Lương Chiêu Minh thái tử nói rất đúng: "Những ai đọc được văn của Uyên Minh thì lòng sẽ chừa không dám tranh đua, ý keo kiệt sẽ tiêu tán, tham lam sẽ trở nên thanh khiết, hèn yếu sẽ trở nên tự lập"...
- Từ điển văn học (bộ mới):

Nhiều sáng tác khác của ông, ta bắt gặp một tâm hồn phiêu diêu dường như siêu thoát khỏi cảnh trần tục. Song đọc kỹ sẽ thấy cái gọi là "tự nhiên" trong thơ ông chứa đựng một ý nghĩa mỹ học sâu sắc và nhiều khi thể hiện một thái độ chính trị khá rõ nét. Ông say đắm cảnh thiên nhiên là vì ghét cay, ghét đắng hiện thực xã hội, chế độ quan trường thối nát đương thời.
Thơ văn Đào Uyên Minh có một địa vị độc đáo trong văn học Lục triều. Ông không chịu gò bó vào khuôn khổ của văn biền ngẫu và theo văn phong suy đồi đang thịnh hành. Thơ cũng như văn của ông chân thật, đạm bạc, nhưng không phải là không gọt giũa, trái lại chính là "gọt giũa đến mức tự nhiên, nên người đọc chỉ thấy sự tuyệt diệu ở chỗ đạm bạc chứ không thấy vết tích của sự gọt giũa (Vương Kỳ, đời Minh). Cũng như Khuất Nguyên, Lý Bạch, Đỗ Phủ, Tô Thức (tức Tô Đông Pha), Đào Uyên Minh là một trong những nhà thơ quen thuộc đối với Việt Nam.

### Trích tác phẩm
| Ẩm tửu Uống rượu (kỳ 5) Kết lư tại nhân cảnh, Nhi vô xa mã huyên. Vấn quân hà năng nhĩ? Tâm viễn địa tự thiên. Thái cúc đông ly hạ, Du nhiên kiến nam sơn. Sơn khí nhật tịch giai, Phi điểu tương dữ hoàn... Thử trung hữu chân ý, Dục biện dĩ vong ngôn. | Dịch thơ: Uống rượu Nhà cỏ giữa nhân cảnh, Không thấy ồn ngựa xe. Hỏi ông: "Sao được vậy ?" Lòng xa, đất tự xa. Hái cúc dưới giậu đông, Thơ thới nhìn núi Nam. Khí núi ánh chiều đẹp, Chim bay về từng đàn. Trong cảnh có thâm vị, Muốn tả đã quên lời.[11] |
Và: Ngũ Liễu tiên sinh
Văn học Trung Quốc tập I cho rằng đây là chính một thiên tự truyện của Đào Tiềm.
Bản dịch:
Ông, không biết ở đâu, cũng không rõ tên họ gì, bên nhà có năm cây liễu, nhân đó đặt tên. Ông nhàn tĩnh ít nói, không ham vinh lợi, ưa đọc sách, không cầm thâm cứu chi hết, mỗi lần hội ý được điều gì thì vui vẻ quên ăn. Tính thích rượu nhưng nhà nghèo, ít khi được uống; người thân cận cố cựu biết như vậy, có khi bày rượu mời ông, ông lại uống hết, kì say mới thôi, say rồi thì về, không lưu luyến gì cả. 
Tường vách tiêu điều, không đủ che mưa nắng; bận áo vải thô vá, bầu giỏ thường rỗng mà vẫn vui.
Ông thường làm văn để tiêu khiển, tỏ chí mình. Đắc thất không màng, cứ vậy trọn đời.
Xem thêm hai sáng tác rất nổi tiếng khác, đó là Quy khứ lai từ và Đào hoa nguyên ký (Ký suối hoa đào).

## Ảnh hưởng
Chừng bảy tám mươi năm sau khi ông mất, thơ ông ngày càng được đề cao. Nhất là những khi cần chống lại chủ nghĩa hình thức trong thơ văn, thì người ta càng quý trọng ông và đưa ông ra làm gương.
Người đầu tiên viết truyện về ông và sưu tập thơ ông đầy đủ là Thái tử nhà Lương, Chiêu Minh Thái tử Tiêu Thống
Bàn về tầm ảnh hưởng của ông, Nguyễn Hiến Lê viết:
Thơ Đào Tiềm đương thời ít được chú ý vì lời ông bình dị, trái hẳn với văn các người khác: cầy kỳ, nhiều điển. Nhưng từ đời Đường trở đi, người ta biết thưởng thức tài ông và ai cũng nhận rằng trong khoảng 400 năm, từ Tào Thực tới Lý Bạch, Đỗ Phủ, không ai sánh với ông được. Một học giả đời nay là Hồ Thích, cho ông là "thủy tổ của loại thơ Bạch thoại".
Ảnh hưởng của ông rất lớn. Nhiều người bắt chước làm thơ điền viên, nhưng ít có ai được cái bình thường điềm đạm mà thú vị, đậm đà của ông nữa. Ở nước ta (Việt Nam), thi nhân gần với ông nhất là Nguyễn Khuyến. Đời hai người y như nhau: đều sinh trong cảnh loạn, đều làm quan rồi đều về ở ẩn, đều thích rượu, yêu cúc, giọng thơ đều thoáng đạt.